# 七维叉积
在数学中，七维叉积是七维空间的向量的双线性算子。对于任何两个向量a、b在{\displaystyle \mathbb {R} ^{7}}，其叉积a × b也在{\displaystyle \mathbb {R} ^{7}}。七维叉积和三维叉积相似在于，它们满足反交換律且a × b正交于a和b；不同在于，七维叉积不满足雅可比恒等式。虽然每对三维向量只有一个叉积（不辨正负），但每对七维向量可以有很多叉积。七维叉积与八元数的关系和三维叉积与四元数的一样。
七维叉积是将三维以外的叉积广义化的一个方式，而它和三维叉积是唯二结果为向量、正交于两个向量，且大小与三维情况相同的二元双线性向量积。在其他维度中，一些结果为向量的向量积满足这些条件，但它们是三个或以上的向量的运算；也有一些结果为二重向量的二元积。

## 乘法表
| ×  | e1  | e2  | e3  | e4  | e5  | e6  | e7  |
| -- | --- | --- | --- | --- | --- | --- | --- |
| e1 | 0   | e3  | −e2 | e5  | −e4 | −e7 | e6  |
| e2 | −e3 | 0   | e1  | e6  | e7  | −e4 | −e5 |
| e3 | e2  | −e1 | 0   | e7  | −e6 | e5  | −e4 |
| e4 | −e5 | −e6 | −e7 | 0   | e1  | e2  | e3  |
| e5 | e4  | −e7 | e6  | −e1 | 0   | −e3 | e2  |
| e6 | e7  | e4  | −e5 | −e2 | e3  | 0   | −e1 |
| e7 | −e6 | e5  | e4  | −e3 | −e2 | e1  | 0   |

七维叉积可以用乘法表表示。凱萊所提供的乘法表显示正交规范基向量ei和ej（其中i和j从1到7）的叉积。例如，由该表可知，
{\displaystyle \mathbf {e} _{1}\times \mathbf {e} _{2}=\mathbf {e} _{3}=-\mathbf {e} _{2}\times \mathbf {e} _{1}}
乘法表可以用来计算任意两个向量的叉积。例如，如果要计算x × y的e1部分，我们可以选出叉积等于e1的基向量：
{\displaystyle \left(\mathbf {x\times y} \right)_{1}=x_{2}y_{3}-x_{3}y_{2}+x_{4}y_{5}-x_{5}y_{4}+x_{7}y_{6}-x_{6}y_{7}}。
重复这个步骤，便可以计算其余六个部分。
七维叉积有480个乘法表，每个都对应一个满足定义的叉积。以上乘法表可以用以下关系总结：
{\displaystyle \mathbf {e} _{i}\mathbf {\times } \mathbf {e} _{j}=\varepsilon _{ijk}\mathbf {e} _{k}}，
其中{\displaystyle \varepsilon _{ijk}}是一个完全反对称张量；当ijk = 123, 145, 176, 246, 257, 347, 365时，{\displaystyle \varepsilon _{ijk}}的值为+1。
该表左上的3 × 3区域代表三维的叉积。

## 定义
欧几里得空间V中的叉积是V × V到V的双线性映射，将V中的向量x和y映射到V中的x × y，其中x × y具有以下性质：
- 正交：

{\displaystyle \mathbf {x} \cdot (\mathbf {x} \times \mathbf {y} )=(\mathbf {x} \times \mathbf {y} )\cdot \mathbf {y} =0}
- 大小：

{\displaystyle |\mathbf {x} \times \mathbf {y} |^{2}=|\mathbf {x} |^{2}|\mathbf {y} |^{2}-(\mathbf {x} \cdot \mathbf {y} )^{2}}
其中(x·y)为欧几里得点积，而|x|为歐氏範數。
第一个性质表明叉积垂直于其运算数，而第二个性质提供叉积的大小。设向量的夹角为θ，则表示式可以表达为
{\displaystyle |\mathbf {x} \times \mathbf {y} |=|\mathbf {x} ||\mathbf {y} |\sin \theta }，
而它就是x和y的平面中邻边为x和y的平行四边形的面积。大小条件的第三个表示式是
若{\displaystyle \left(\mathbf {x} \cdot \mathbf {y} \right)=0}，则{\displaystyle |\mathbf {x} \times \mathbf {y} |=|\mathbf {x} ||\mathbf {y} |}
（如果假设x × x = 0是另一个公理。）

## 定义性质的内涵
已知双线性、正交和大小的性质，非零叉积仅存在于三维和七维。如果假定叉积所需的性质，然后推断一个只在0、1、3和7维满足的方程式，我们便可得出这个结论。零维只有零向量，而一维的所有向量都是平行的，所以零维和一维的叉积必定等于零。这个维度限制与胡尔维兹定理有关：賦範可除代數只能存在于1、2、4和8维。如果将代数限制在0、1、3或7个虚维度，叉积则可以由賦範可除代數的积形成，而非零叉积仅存在于三维和七维。
三维叉积是唯一的（不辨正负），但任何一对七维向量都有很多叉积。设一对向量x和y{\displaystyle \in \mathbb {R} ^{7}}和任一向量v，其中|v| = |x||y| sin θ且v在垂直于x和y的五维空间中。通过乘法表（和一个有关的基向量集），我们可以求出一个叉积使得x × y = v。不像三维叉积一样，x × y = a × b不代表a和b位于x和y所在的平面。
根据定义，我们有以下性质和恒等式：
1. 反交换律：
{\displaystyle \mathbf {x} \times \mathbf {y} =-\mathbf {y} \times \mathbf {x} }
2. 标量三重积：
{\displaystyle \mathbf {x} \cdot (\mathbf {y} \times \mathbf {z} )=\mathbf {y} \cdot (\mathbf {z} \times \mathbf {x} )=\mathbf {z} \cdot (\mathbf {x} \times \mathbf {y} )}
3. 马尔采夫恒等式（英语：Malcev algebra）：[8]
{\displaystyle (\mathbf {x} \times \mathbf {y} )\times (\mathbf {x} \times \mathbf {z} )=((\mathbf {x} \times \mathbf {y} )\times \mathbf {z} )\times \mathbf {x} +((\mathbf {y} \times \mathbf {z} )\times \mathbf {x} )\times \mathbf {x} +((\mathbf {z} \times \mathbf {x} )\times \mathbf {x} )\times \mathbf {y} }
{\displaystyle \mathbf {x} \times (\mathbf {x} \times \mathbf {y} )=-|\mathbf {x} |^{2}\mathbf {y} +(\mathbf {x} \cdot \mathbf {y} )\mathbf {x} }。

一些性质成立于三维但不成立于七维，包括：
1. 向量三重积：
{\displaystyle \mathbf {x} \times (\mathbf {y} \times \mathbf {z} )=(\mathbf {x} \cdot \mathbf {z} )\mathbf {y} -(\mathbf {x} \cdot \mathbf {y} )\mathbf {z} }
2. 雅可比恒等式：[8]
{\displaystyle \mathbf {x} \times (\mathbf {y} \times \mathbf {z} )+\mathbf {y} \times (\mathbf {z} \times \mathbf {x} )+\mathbf {z} \times (\mathbf {x} \times \mathbf {y} )\neq 0}

由于雅可比恒等式不成立，七维叉积使R7不具有李代數的结构。

## 坐标表示式
为定义某特定叉积，我们可以选定一个标准正交基{ej}和一个提供{ei × ej}全部的积的乘法表。乘法表一节只展示其中一个乘法表。七维叉积有很多乘法表，因为每对单位向量垂直于五个其他单位向量，所以每个叉积都有很多选择。
确立一个乘法表后，我们可以将它应用于一般向量x和y：以基向量表示x和y，然后根据二线性展开x × y。

| ×  | e1  | e2  | e3  | e4  | e5  | e6  | e7  |
| -- | --- | --- | --- | --- | --- | --- | --- |
| e1 | 0   | e4  | e7  | −e2 | e6  | −e5 | −e3 |
| e2 | −e4 | 0   | e5  | e1  | −e3 | e7  | −e6 |
| e3 | −e7 | −e5 | 0   | e6  | e2  | −e4 | e1  |
| e4 | e2  | −e1 | −e6 | 0   | e7  | e3  | −e5 |
| e5 | −e6 | e3  | −e2 | −e7 | 0   | e1  | e4  |
| e6 | e5  | −e7 | e4  | −e3 | −e1 | 0   | e2  |
| e7 | e3  | e6  | −e1 | e5  | −e4 | −e2 | 0   |

如果我们为e1至e7指定另一个乘法表，根据反交换律，所得的叉积为：
{\displaystyle \mathbf {e} _{1}\times \mathbf {e} _{2}=\mathbf {e} _{4},\quad \mathbf {e} _{2}\times \mathbf {e} _{4}=\mathbf {e} _{1},\quad \mathbf {e} _{4}\times \mathbf {e} _{1}=\mathbf {e} _{2},}
{\displaystyle \mathbf {e} _{2}\times \mathbf {e} _{3}=\mathbf {e} _{5},\quad \mathbf {e} _{3}\times \mathbf {e} _{5}=\mathbf {e} _{2},\quad \mathbf {e} _{5}\times \mathbf {e} _{2}=\mathbf {e} _{3},}
{\displaystyle \mathbf {e} _{3}\times \mathbf {e} _{4}=\mathbf {e} _{6},\quad \mathbf {e} _{4}\times \mathbf {e} _{6}=\mathbf {e} _{3},\quad \mathbf {e} _{6}\times \mathbf {e} _{3}=\mathbf {e} _{4},}
{\displaystyle \mathbf {e} _{4}\times \mathbf {e} _{5}=\mathbf {e} _{7},\quad \mathbf {e} _{5}\times \mathbf {e} _{7}=\mathbf {e} _{4},\quad \mathbf {e} _{7}\times \mathbf {e} _{4}=\mathbf {e} _{5},}
{\displaystyle \mathbf {e} _{5}\times \mathbf {e} _{6}=\mathbf {e} _{1},\quad \mathbf {e} _{6}\times \mathbf {e} _{1}=\mathbf {e} _{5},\quad \mathbf {e} _{1}\times \mathbf {e} _{5}=\mathbf {e} _{6},}
{\displaystyle \mathbf {e} _{6}\times \mathbf {e} _{7}=\mathbf {e} _{2},\quad \mathbf {e} _{7}\times \mathbf {e} _{2}=\mathbf {e} _{6},\quad \mathbf {e} _{2}\times \mathbf {e} _{6}=\mathbf {e} _{7},}
{\displaystyle \mathbf {e} _{7}\times \mathbf {e} _{1}=\mathbf {e} _{3},\quad \mathbf {e} _{1}\times \mathbf {e} _{3}=\mathbf {e} _{7},\quad \mathbf {e} _{3}\times \mathbf {e} _{7}=\mathbf {e} _{1}}。
这个规则可以简化为
{\displaystyle \mathbf {e} _{i}\times \mathbf {e} _{i+1}=\mathbf {e} _{i+3}}
其中i = 1...7 mod 7，而指数i、i + 1和i + 3可以循环移位。与反交换律结合，这个规则代表叉积。它直接产生乘法表中与零的对角线相邻的两个对角线。此外，根据内涵一节的一个恒等式，
{\displaystyle \mathbf {e} _{i}\times \left(\mathbf {e} _{i}\times \mathbf {e} _{i+1}\right)=-\mathbf {e} _{i+1}=\mathbf {e} _{i}\times \mathbf {e} _{i+3}}。
这个规则能产生其他对角线，如此类推。
如果要求出叉积x × y的ej部分，我们可以选定乘法表中所有出现的ej，然后收集左列的对应x部分和上行的对应y部分，结果为：
{\displaystyle {\begin{aligned}\mathbf {x} \times \mathbf {y} =(x_{2}y_{4}-x_{4}y_{2}+x_{3}y_{7}-x_{7}y_{3}+x_{5}y_{6}-x_{6}y_{5})\,&\mathbf {e} _{1}\\{}+(x_{3}y_{5}-x_{5}y_{3}+x_{4}y_{1}-x_{1}y_{4}+x_{6}y_{7}-x_{7}y_{6})\,&\mathbf {e} _{2}\\{}+(x_{4}y_{6}-x_{6}y_{4}+x_{5}y_{2}-x_{2}y_{5}+x_{7}y_{1}-x_{1}y_{7})\,&\mathbf {e} _{3}\\{}+(x_{5}y_{7}-x_{7}y_{5}+x_{6}y_{3}-x_{3}y_{6}+x_{1}y_{2}-x_{2}y_{1})\,&\mathbf {e} _{4}\\{}+(x_{6}y_{1}-x_{1}y_{6}+x_{7}y_{4}-x_{4}y_{7}+x_{2}y_{3}-x_{3}y_{2})\,&\mathbf {e} _{5}\\{}+(x_{7}y_{2}-x_{2}y_{7}+x_{1}y_{5}-x_{5}y_{1}+x_{3}y_{4}-x_{4}y_{3})\,&\mathbf {e} _{6}\\{}+(x_{1}y_{3}-x_{3}y_{1}+x_{2}y_{6}-x_{6}y_{2}+x_{4}y_{5}-x_{5}y_{4})\,&\mathbf {e} _{7}\end{aligned}}}

### 其他乘法表

本条目所用的两个乘法表的法诺平面。

本条目使用了两个乘法表，但七维向量乘法表不止这些。这些乘法表可以用法诺平面总结。法诺平面底下的数字表示七个不同叉积的指数集合，其中ijk → ei × ej = ek。我们可以根据连接任意三点的直线或中心的圆，加上箭头所代表的正负，得出法诺图所代表的乘法表。例如，第二个乘法表中的e1结果由第二个法诺图中连接e1的三个路径得出：圆路径e2 × e4、斜路径e3 × e7和边路径e6 × e1 = e5。根据上述其中一个恒等式，第三个算式可以写成：
{\displaystyle \mathbf {e} _{6}\times \left(\mathbf {e} _{6}\times \mathbf {e} _{1}\right)=-\mathbf {e} _{1}=\mathbf {e} _{6}\times \mathbf {e} _{5}}
或
{\displaystyle \mathbf {e} _{5}\times \mathbf {e} _{6}=\mathbf {e} _{1}}
此外，在法诺图中，一条直线上的任意两个单位向量与该直线上的第三个单位向量有叉积关系，且正负取决于箭头（单位向量的排列）。
考虑到基向量的所有可能排列，总共有480个乘法表，所以总共有480种叉积。

### 利用几何代数
叉积也可以用几何代数计算。叉积以外積（exterior product）开始，而外積是结果为二重向量的两个向量的积：
{\displaystyle \mathbf {B} =\mathbf {x} \wedge \mathbf {y} ={\frac {1}{2}}(\mathbf {xy} -\mathbf {yx} )}。
外积是双线性的，满足交错性且具有所求的大小，但结果不是向量。向量和叉积由这个二重向量的积或三重向量得出。三维中只有一个三重向量（不辨缩放因子），也就是该空间的贗純量。上述二重向量与其中一个单位三重向量的积则是该二重向量的对偶。
七维也有类似的计算方式，但由于三重向量组成一个35维空间，我们可以使用很多三重向量，但不是所有三重向量都有用。其积等于上述坐标变换的三重向量是
{\displaystyle \mathbf {v} =\mathbf {e} _{124}+\mathbf {e} _{235}+\mathbf {e} _{346}+\mathbf {e} _{457}+\mathbf {e} _{561}+\mathbf {e} _{672}+\mathbf {e} _{713}}。
与外积结合，得叉积为
{\displaystyle \mathbf {x} \times \mathbf {y} =-(\mathbf {x} \wedge \mathbf {y} )~\lrcorner ~\mathbf {v} }
其中{\displaystyle \lrcorner }是几何代数的左缩併（left contraction）算子。

## 与八元数的关系
就像三维叉积可以用四元数表示，七维叉积可以用八元数表达。建立{\displaystyle \mathbb {R} ^{7}}与虚八元数（{\displaystyle \mathbb {O} }中实数线的正交补）的关系后，叉积由以下方程以八元数乘法表示：
{\displaystyle \mathbf {x} \times \mathbf {y} =\mathrm {Im} (\mathbf {xy} )={\frac {1}{2}}(\mathbf {xy} -\mathbf {yx} )}。
相反，设V为一个叉积为某向量的七维欧几里得空间，则我们可以在{\displaystyle \mathbb {R} \oplus V}上定义一个双线性乘法如下：
{\displaystyle (a,\mathbf {x} )(b,\mathbf {y} )=(ab-\mathbf {x} \cdot \mathbf {y} ,a\mathbf {y} +b\mathbf {x} +\mathbf {x} \times \mathbf {y} )}。
因此，具有该乘法的空间{\displaystyle \mathbb {R} \oplus V}与八元数同构。
叉积仅存在于三维和七维，因为我们必然可以在高一个维度的空间定义乘法，而该空间需要得证为賦範可除代數。根据胡尔维兹定理，此类代数仅存在于1、2、4和8维，所以叉积必定存在于0、1、3和7维。零维和一维的叉积必然等于零，所以叉积仅存在于三维和七维。
七维叉积之所以不能满足雅可比恆等式，是因为八元数不满足交换律。事实上，
{\displaystyle \mathbf {x} \times (\mathbf {y} \times \mathbf {z} )+\mathbf {y} \times (\mathbf {z} \times \mathbf {x} )+\mathbf {z} \times (\mathbf {x} \times \mathbf {y} )=-{\frac {3}{2}}[\mathbf {x} ,\mathbf {y} ,\mathbf {z} ]}
其中[x, y, z]是結合子。

## 旋转
在三维，叉积在旋转群SO(3)的作用下保持不变，所以x和y被旋转后，它们的叉积是x × y被旋转后的像。然而，这个不变性不适用于七维：叉积在七维旋转群SO(7)的作用下并非不变，但它在SO(7)的子群G2李群下不变。

## 广义化
非零二元叉积仅存在于三维和七维。如果取消二元积的限制，其他维度也可以有叉积。我们要求叉积是多重线性且满足交错性的，而且结果是一个正交于所有输入向量ai的向量。由正交的规定得知，在n维中，叉积最多只能接受n − 1个向量。叉积的大小应该等于以这些向量为边的超平行體的体积，而它可以用格拉姆行列式计算。叉积的条件是：
- 正交：{\displaystyle \left(\mathbf {a} _{1}\times \ \cdots \ \times \mathbf {a} _{k}\right)\cdot \mathbf {a} _{i}=0}对于{\displaystyle i=1,\ \dots \ ,k}。
- 格拉姆行列式：{\displaystyle |\mathbf {a} _{1}\times \cdots \times \mathbf {a} _{k}|^{2}=\det(\mathbf {a} _{i}\cdot \mathbf {a} _{j})={\begin{vmatrix}\mathbf {a} _{1}\cdot \mathbf {a} _{1}&\mathbf {a} _{1}\cdot \mathbf {a} _{2}&\cdots &\mathbf {a} _{1}\cdot \mathbf {a} _{k}\\\mathbf {a} _{2}\cdot \mathbf {a} _{1}&\mathbf {a} _{2}\cdot \mathbf {a} _{2}&\cdots &\mathbf {a} _{2}\cdot \mathbf {a} _{k}\\\vdots &\vdots &\ddots &\vdots \\\mathbf {a} _{k}\cdot \mathbf {a} _{1}&\mathbf {a} _{k}\cdot \mathbf {a} _{2}&\cdots &\mathbf {a} _{k}\cdot \mathbf {a} _{k}\\\end{vmatrix}}}

格拉姆行列式是以a1, ..., ak为边的超平行体的体积的平方。
考虑到这些条件，非零叉积
- 在三维和七维中是二元积；
- 在n ≥ 3维中是n − 1个向量的积，而它是这些向量的外积的霍奇对偶；
- 在八维中是三个向量的积。

在八维中，三个向量的叉积可以用以下方程求出：
{\displaystyle \mathbf {a} \times \mathbf {b} \times \mathbf {c} =(\mathbf {a} \wedge \mathbf {b} \wedge \mathbf {c} )~\lrcorner ~(\mathbf {w} -\mathbf {ve} _{8})}
其中v是七维所用的三重向量，{\displaystyle \lrcorner }是左縮併算子，而w = −ve12...7是一个4-向量。
除此之外，如上文所述，零叉积存在于一维和零维。偶数维度也有其他“叉积”。它是一元函数，用适当的二重向量通过左縮併，输出一个垂直于输入向量但大小与其相同的向量。在二维中，这个运算相当于将向量经90度旋转。
我们也可以解除多线性和大小的限制，考虑一个一般连续函数{\displaystyle V^{d}\to V}（其中{\displaystyle V}是赋有欧几里得内积的{\displaystyle \mathbb {R} ^{n}}且{\displaystyle d\geq 2}），它是满足以下两个性质的唯一条件：
1. 叉积必定垂直于所有输入函数。
2. 如果输入函数线性无关，则其叉积必定非零。

应用这些限制后，叉积只存在于{\displaystyle n=3,d=2}；{\displaystyle n=7,d=3}；{\displaystyle n=8,d=3}；和{\displaystyle d=n-1}的情况中。